# جيمس كرايغ (لاعب اتحاد الرغبي بريطاني)
جيمس كرايغ (بالإنجليزية: James Craig)‏ هو لاعب اتحاد الرغبي بريطاني، ولد في 8 نوفمبر 1988 في Beverley ‏ في المملكة المتحدة.

## وصلات خارجية
- جيمس كرايغ (لاعب اتحاد الرغبي بريطاني) عل موقع إسبنسكروم (الإنجليزية)